# Et après... (roman)
 (octobre 2017).
Si vous disposez d'ouvrages ou d'articles de référence ou si vous connaissez des sites web de qualité traitant du thème abordé ici, merci de compléter l'article en donnant les références utiles à sa vérifiabilité et en les liant à la section « Notes et références ».
Cet article concerne le roman. Pour le film, voir Et après.
Et après... est un roman français de Guillaume Musso paru en 2004.  

## Résumé
Alors que Nathan n’a que huit ans, il manque de mourir en sauvant une fillette de la noyade. Vingt années plus tard, il est devenu un brillant avocat renommé. Meurtri par son divorce avec Mallory (la fillette qu’il a sauvée de la noyade et avec qui il a eu deux enfants), il se barricade dans son travail. Alors qu’il tente de se reconstruire, un mystérieux médecin fait irruption dans son existence. Il est alors temps pour Nathan de découvrir pourquoi il est revenu après avoir failli mourir noyé.